# 21. мај
21. мај (21.5.) је 141. дан године по грегоријанском календару (142. у преступној години). До краја године има још 224 дана.

## Догађаји
- 1471 — У лондонском затвору Тауер убијен краљ Енглеске Хенри VI, последњи монарх из династије Ланкастер, свргнут у династичким борбама, „Рату две руже“. Његов лик инспирисао Шекспира за драму „Хенри VI“. Престо преузео Едвард IV.
- 1502 — Португалци открили ненастањено острво у јужном Атлантику и дали му име Света Јелена.
- 1894 — Краљ Александар Обреновић укинуо либералан устав из 1888. и вратио на снагу Устав из 1869.
- 1904 — У Паризу основана Светска фудбалска федерација.
- 1908 — У Чикагу је премијерно приказан први хорор филм, Доктор Џекил и Мистер Хајд.
- 1927 — Амерички пилот Чарлс Линдберг први прелетео Атлантик. Лет од Њујорка до Париза трајао 33 сата и 29 минута. На исти дан 1932. Амелија Ерхарт као прва жена прелетела Атлантски океан.
- 1940 — Француско-британске снаге су контранападом у бици код Араса успорили немачко напредовање у североисточној Француској.
- 1945 — Сирија и Либан прекинули преговоре с Француском и затражили пуну независност.
- 1946 — Физичар Луис Слотин смротоносно озрачен током експеримента са „демонским језгром“ у Националној лабораторији Лос Аламос.
- 1967 — Више од 300 људи страдало у пожару у једној робној кући у Бриселу.
- 1969 — Сирхан Сирхан, који је 1968. убио Роберта Кенедија, брата председника САД Џона Кенедија, такође убијеног у атентату, 1963, осуђен на смртну казну. Казна преиначена у доживотну робију.
- 1981 — Социјалиста Франсоа Митеран постао председник Француске, а Пјер Морој премијер.
- 1982 — Британске трупе се искрцале на Фолкландска Острва, која је окупирала Аргентина, у највећој војној акцији Лондона од Суецке кризе 1956.
- 1989 — Кинески студенти, који су окупирали централни пекиншки трг Тјенанмен тражећи реформе, одбацили захтев Владе да напусте трг.
- 1991 —
  - Премијер Индије Раџив Ганди убијен бомбом скривеном у букет цвећа, током предизборног митинга у јужној индијској држави Тамил Наду, близу града Мадрас.
  - Етиопски диктатор Менгисту Хајле Маријам оборен са власти после 14 година владавине и отишао у избеглиштво.
- 1992 — Сенат САД донео закон којим се Југославији ускраћује свака помоћ САД због умешаности у сукобе у републикама СФРЈ.
- 1993 — Сенат Венецуеле суспендовао председника државе Карлоса Андреса Переса због оптужбе за корупцију.
- 1996 — На језеру Викторија, у источној Африци, потонуо је танзанијски трајект. Од око 1.000 људи спасло се њих 114.
- 1997 — Пољска и Украјина потписале споразум о помирењу и тако и формално окончале вишевековно непријатељство.
- 1998 — Под снажним притиском масовних демонстрација индонежански председник Сухарто поднео оставку после 32 године диктаторске владавине.
- 2001 — Савет безбедности Уједињених нација прогласио реку Конго поново отвореном, после двоипогодишњег рата. Затварање реке имало за последицу несташицу хране и лекова за милионе становника те земље.
- 2002 — Државни секретар САД Колин Пауел саопштио да су САД одлучиле да деблокирају економску помоћ Југославији.
- 2006 — Црна Гора је прогласила независност

## Рођења
- 1471 — Албрехт Дирер, немачки сликар и гравер. (прем. 1528)[1]
- 1527 — Филип II од Шпаније, шпански краљ. (прем. 1598)[2]
- 1799 — Мери Анинг, енглеска колекционарка фосила и палеонтолог. (прем. 1847)[3]
- 1817 — Рудолф Херман Лоце, немачки филозоф. (прем. 1881)[4]
- 1844 — Анри Русо, француски сликар. (прем. 1910)[5]
- 1904 — Роберт Монтгомери, амерички глумац, редитељ и продуцент. (прем. 1981)[6]
- 1913 — Гина Бахауер, грчка пијанисткиња. (прем. 1976)[7]
- 1916 — Владимир Роловић, учесник Народноослободилачке борбе, друштвено-политички радник СФРЈ и СР Црне Горе и народни херој Југославије. (прем. 1971)[8]
- 1921 — Андреј Сахаров, руски нуклеарни физичар, дисидент и борац за људска права, добитник Нобелове награде за мир (1975). (прем. 1989)[9]
- 1926 — Кеј Кендал, америчка глумица и комичарка. (прем. 1959)[10]
- 1932 — Жан Стабленски, француски бициклиста. (прем. 2007)[11]
- 1946 — Боба Стефановић, српски музичар. (прем. 2015)[12]
- 1952 — Биљана Ковачевић-Вучо, српска правница и активисткиња за људска права. (прем. 2010)
- 1960 — Џефри Дамер, амерички серијски убица. (прем. 1994)
- 1966 — Лиса Еделстин, америчка глумица.[13]
- 1966 — Зденко Кожул, хрватски шахиста.[14]
- 1966 — Звездан Терзић, српски фудбалер и фудбалски функционер.[15]
- 1970 — Весна Бајкуша, босанскохерцеговачка кошаркашица и кошаркашка тренеркиња.[16]
- 1970 — Раде Богдановић, српски фудбалер.[17]
- 1972 — The Notorious B.I.G., амерички хип хоп музичар. (прем. 1997)[18]
- 1973 — Марјан Живковић, српски фудбалер и фудбалски тренер.[19]
- 1976 — Стјуарт Бингам, енглески играч снукера.[20]
- 1976 — Дара Бубамара, српска певачица.[21]
- 1976 — Предраг Савовић, српски кошаркаш.[22]
- 1978 — Бријана Бенкс, немачко-америчка порнографска глумица и модел.[23]
- 1980 — Готје, аустралијски музичар.[24]
- 1980 — Горан Ћакић, српски кошаркаш.[25]
- 1981 — Жарко Чабаркапа, црногорски кошаркаш.[26]
- 1985 — Марк Кевендиш, британски бициклиста.[27]
- 1985 — Мари Макреј, америчка порнографска глумица и модел.[28]
- 1986 — Марио Манџукић, хрватски фудбалер.[29]
- 1992 — Александар Пешић, српски фудбалер.[30]
- 1996 — Карен Хачанов, руски тенисер.[31]

## Смрти
- 987 — Луј V Лењи, француски краљ. (рођ. 967)[32]
- 1639 — Томазо Кампанела, италијански филозоф. (рођ. 1568)[33]
- 1886 — Светозар Машин, српски инжињер и први супруг краљице Драге Обреновић. (рођ. 1851)[34]
- 1895 — Франц фон Супе, аустријски композитор и диригент. (рођ. 1819)[35]
- 1910 — Феликс Надар је био француски фотограф, карикатурист, новинар, књижевник и израђивач балона. (рођ. 1820)[36]
- 1922 — Михаел Мајр, аустријски политичар. (рођ. 1864)
- 1935 — Уго де Фрис, холандски ботаничар. (рођ. 1848)[37]
- 1935 — Џејн Адамс, америчка пацифисткиња и друштвени реформатор. Добитница Нобелове награде за мир 1931. (рођ. 1860)[38]
- 1961 — Милош Голубовић, српски сликар. (рођ. 1888)[39]
- 1964 — Џејмс Франк, немачки физичар. (рођ. 1882)[40]
- 2015 — Спасоје Ћузулан, српски филозоф и преводилац. (рођ. 1938)

## Празници и дани сећања
- Међународни празници
  - Светски дан за културну разноликост за дијалог и развој
- Српска православна црква слави:
  - Светог апостола и јеванђелисту Јована
  - Преподобног Арсенија Великог
  - Свету Емилију
  - Преподобног Арсенија Трудољубивог